# Frederick Walter Champion
Frederick Walter Champion (* 24. August 1893 in Surrey, UK; † 1970 in Schottland) war ein englischer Förster, der in Britisch-Indien und Ostafrika arbeitete. In Großbritannien und Indien ist er gegen Ende der 1920er Jahre als einer der ersten Tierfotografen und Naturschützer bekannt geworden.

## Jugend
Champion wuchs in einer sehr naturverbundenen Familie auf. Sein Vater war der englische Entomologe George Charles Champion; sein Bruder Harry George Champion wurde für seine Verdienste als Förster geadelt.
Im Jahre 1913 kam Champion nach Indien und arbeitete bis 1916 bei der Polizeibehörde. Während des Ersten Weltkrieges diente er in der British Indian Army.

## Engagement für den Naturschutz
Nach dem Krieg wurde Champion zum Deputy Conservator of Forests der Indischen Forstbehörde in den Vereinigten Provinzen (heute die indischen Staaten Uttar Pradesh und Uttarakhand) ernannt. Infolge seiner Erlebnisse während des Krieges verabscheute er jegliche Schießerei und Töten und war ein scharfer Kritiker des Jagdsports. Er zog es vor, mit einer Kamera „bewaffnet“ durch die Wälder der Shivalik Hügel zu streifen und wild lebende Tiere zu fotografieren. Er leistete Pionierarbeit in der Entwicklung von Kamerafallen und konstruierte in den 1920ern Kameras, die durch Stolperdrähte ausgelöst wurden. Er setzte auch Blitzlichter ein und erhielt mit dieser Technik bemerkenswerte Nachtaufnahmen, die zu den ersten von wild lebenden Tigern, Leoparden, Lippenbären und Indischen Wildhunden gehören. Er fand heraus, dass es anhand von guten Aufnahmen von Tigern möglich ist, Individuen durch ihre unterschiedlichen Streifenmuster zu erkennen.
Champion war ein passionierter Naturschützer, lang bevor Naturschutz in Mode kam, und setzte sich für den Schutz von Tigern und deren Habitate ein. Er war davon überzeugt, dass die indische Forstbehörde eine wichtige Aufgabe im Naturschutz hat  und trat dafür ein, die Vergabe von Jagdlizenzen zu beschränken, motorisierte Wagen nicht mehr in geschützten Forstgebieten fahren zu lassen und weniger Belohnungen für das Erlegen von wild lebenden Tieren auszugeben als bislang üblich. Sein Engagement für den Naturschutz, insbesondere den Schutz von Tigern, inspirierte viele ehemalige Jäger, unter anderen auch seinen engen Freund Jim Corbett. Zusammen mit Corbett spielte er zu Beginn der 1930er Jahre eine Schlüsselrolle in der Gründung des ersten indischen Nationalparks, der 1935 entstand und 1957 in Jim-Corbett-Nationalpark umbenannt wurde.
Nach der Unabhängigkeit Indiens übersiedelte Champion 1947 nach Ostafrika, wo er bis zu seiner Pensionierung als Förster tätig war.

## Publikationen
- With a Camera in Tiger Land. Chatto & Windus, London. 1927
- The Jungle in Sunlight und Shadow. Chatto & Windus, London. 1934. Neu aufgelegt im Jahr 1996 von Natraj Publishers, Dehra Dun, India.
- Preserving Wildlife in the United Provinces. No. 4, The United Provinces. Journal of the Bombay Natural History Society Vol. 37 (1934), Seiten 104–110. Neu veröffentlicht in: Thapar, V. (2001) Saving wild tigers, 1900-2000: the essential writings. Permanent Black, Delhi. Seiten 57–68
- From the Photographer's Point of View. In: Jepson, S. (1936) Big game encounters: critical moments in the lives of well-known shikaris. H.F. & G. Witherby, London. Seiten 30–36
- Correspondence: The Protection of Wildlife. Indian Forester Vol. 55 (1939): 501–504.